# Intelligent Systems
Intelligent Systems Co., Ltd. là một hãng phát triển trò chơi điện tử ở Nhật Bản thành lập tháng 12 năm 1986. Tuy là một công ty độc lập, nhưng được liên kết chặt chẽ với Nintendo và nổi tiếng với loạt Fire Emblem, Paper Mario, WarioWare, và loạt Wars. Ban đầu, công ty có trụ sở tại Nintendo Kyoto Research Center ở Higashiyama-ku, Kyoto, nhưng sau đó chuyển đến một tòa nhà gần trụ sở chính của Nintendo vào tháng 10 năm 2013.

## Lịch sử
Intelligent Systems Co., Ltd. bước vào ngành công nghiệp trò chơi điện tử khi lập trình viên Narihiro Tohru được Nintendo thuê để chuyển phần mềm Famicom Disk System sang định dạng băng ROM tiêu chuẩn đang được sử dụng bên ngoài Nhật Bản trên hệ máy NES. Tương tự như khởi đầu của HAL Laboratory, nhóm đã sớm trở thành một đơn vị phụ trợ cho Nintendo, cung cấp các công cụ hệ thống và thuê người lập trình, sửa chữa hoặc chuyển đổi phần mềm do Nintendo phát triển. Phần lớn công việc ban đầu của nhóm bao gồm những đóng góp nhỏ cho các trò chơi lớn hơn được phát triển bởi Nintendo R&D1 và Nintendo EAD.
Narihiro đã lập trình các trò chơi điện tử đầu tiên của mình, Famicom Wars và Fire Emblem: Shadow Dragon and the Blade of Light, vào cuối dòng đời của Famicom, mặc dù thiết kế trò chơi, thiết kế đồ họa và âm nhạc được cung cấp bởi nhóm Nintendo R & D1. Vì sự thành công của Narihiro, Intelligent Systems bắt đầu thuê các nhà thiết kế đồ họa, lập trình viên và nhạc sĩ để mở rộng công ty từ một nhà phát triển công cụ phụ trợ thành một nhóm phát triển trò chơi. Công ty tiếp tục phát triển các mục mới trong nhượng quyền thương mại Wars và Fire Emblem.
Vào năm 2000, Intelligent Systems đã xuất bản Paper Mario cho Nintendo 64, tựa trò chơi này đã trở thành một cú hit bất ngờ, dẫn đến năm phần tiếp theo được sản xuất. Ba năm sau, mục đầu tiên trong loạt WarioWare được phát hành trên Game Boy Advance, và cũng trở thành một loạt thành công.

## Danh sách các trò chơi đã phát triển
| Năm  | Tựa                                               | Hệ máy                              | Ghi chú     |
| ---- | ------------------------------------------------- | ----------------------------------- | ----------- |
| 1983 | Mario Bros.                                       | Nintendo Entertainment System       | [ 6 ]       |
| 1984 | Tennis                                            | Nintendo Entertainment System       | [ 6 ]       |
| 1984 | Wild Gunman                                       | Nintendo Entertainment System       | [ 6 ]       |
| 1984 | Duck Hunt                                         | Nintendo Entertainment System       | [ 6 ]       |
| 1984 | Hogan's Alley                                     | Nintendo Entertainment System       | [ 6 ]       |
| 1984 | Donkey Kong 3                                     | Nintendo Entertainment System       | [ 6 ]       |
| 1984 | Devil World                                       | Nintendo Entertainment System       | [ 6 ]       |
| 1985 | Soccer                                            | Nintendo Entertainment System       | [ 6 ]       |
| 1985 | Wrecking Crew                                     | Nintendo Entertainment System       | [ 6 ]       |
| 1985 | Stack-Up                                          | Nintendo Entertainment System       | [ 6 ]       |
| 1985 | Gyromite                                          | Nintendo Entertainment System       | [ 6 ]       |
| 1986 | Tennis                                            | Family Computer Disk System         | [ 6 ]       |
| 1986 | Soccer                                            | Family Computer Disk System         | [ 6 ]       |
| 1986 | Metroid                                           | Family Computer Disk System         | [ 6 ] [ 7 ] |
| 1988 | Famicom Wars                                      | Family Computer                     | [ 6 ]       |
| 1988 | Kaette Kita Mario Bros.                           | Family Computer Disk System         | [ 6 ]       |
| 1988 | Wrecking Crew                                     | Family Computer Disk System         | [ 6 ]       |
| 1989 | Alleyway                                          | Game Boy                            | [ 6 ]       |
| 1989 | Baseball                                          | Game Boy                            | [ 6 ]       |
| 1989 | Yakuman                                           | Game Boy                            | [ 6 ]       |
| 1989 | Golf                                              | Game Boy                            | [ 6 ]       |
| 1990 | Fire Emblem: Shadow Dragon and the Blade of Light | Family Computer                     | [ 6 ]       |
| 1991 | SimCity                                           | Super Nintendo Entertainment System | [ 6 ]       |
| 1991 | Game Boy Wars                                     | Game Boy                            | [ 6 ]       |
| 1992 | Super Scope 6                                     | Super Nintendo Entertainment System | [ 6 ]       |
| 1992 | Fire Emblem Gaiden                                | Family Computer                     |             |
| 1992 | Mario Paint                                       | Super Nintendo Entertainment System | [ 6 ]       |
| 1992 | Kaeru no Tame ni Kane wa Naru                     | Game Boy                            | [ 6 ]       |
| 1992 | Battle Clash                                      | Super Nintendo Entertainment System | [ 6 ]       |
| 1993 | Metal Combat: Falcon's Revenge                    | Super Nintendo Entertainment System | [ 6 ]       |
| 1994 | Fire Emblem: Mystery of the Emblem                | Super Famicom                       |             |
| 1994 | Super Metroid                                     | Super Nintendo Entertainment System | [ 6 ]       |
| 1995 | Galactic Pinball                                  | Virtual Boy                         |             |
| 1995 | Panel de Pon                                      | Super Famicom                       |             |
| 1996 | Fire Emblem: Genealogy of the Holy War            | Super Famicom                       |             |
| 1996 | Tetris Attack                                     | Super Nintendo Entertainment System |             |
| 1998 | Super Famicom Wars                                | Super Famicom                       |             |
| 1999 | Fire Emblem: Thracia 776                          | Super Famicom                       |             |
| 2000 | Trade & Battle: Card Hero                         | Game Boy Color                      |             |
| 2000 | Paper Mario                                       | Nintendo 64                         |             |
| 2000 | Pokémon Puzzle Challenge                          | Game Boy Color                      |             |
| 2001 | Advance Wars                                      | Game Boy Advance                    |             |
| 2001 | Mario Kart: Super Circuit                         | Game Boy Advance                    |             |
| 2002 | Cubivore: Survival of the Fittest                 | GameCube                            |             |
| 2002 | Fire Emblem: The Binding Blade                    | Game Boy Advance                    |             |
| 2003 | Nintendo Puzzle Collection                        | GameCube                            |             |
| 2003 | Fire Emblem                                       | Game Boy Advance                    |             |
| 2003 | Advance Wars 2: Black Hole Rising                 | Game Boy Advance                    |             |
| 2003 | WarioWare, Inc.: Mega Party Games!                | GameCube                            |             |
| 2004 | Paper Mario: The Thousand-Year Door               | GameCube                            |             |
| 2004 | Fire Emblem: The Sacred Stones                    | Game Boy Advance                    |             |
| 2004 | WarioWare: Twisted!                               | Game Boy Advance                    |             |
| 2004 | WarioWare: Touched!                               | Nintendo DS                         |             |
| 2005 | Fire Emblem: Path of Radiance                     | GameCube                            |             |
| 2005 | Advance Wars: Dual Strike                         | Nintendo DS                         |             |
| 2006 | WarioWare: Smooth Moves                           | Wii                                 |             |
| 2007 | Fire Emblem: Radiant Dawn                         | Wii                                 |             |
| 2007 | Super Paper Mario                                 | Wii                                 |             |
| 2007 | Planet Puzzle League                              | Nintendo DS                         |             |
| 2007 | Face Training                                     | Nintendo DS                         |             |
| 2007 | Kousoku Card Battle: Card Hero                    | Nintendo DS                         |             |
| 2008 | Advance Wars: Days of Ruin                        | Nintendo DS                         |             |
| 2008 | Fire Emblem: Shadow Dragon                        | Nintendo DS                         |             |
| 2008 | WarioWare: Snapped!                               | Nintendo DS                         |             |
| 2009 | WarioWare D.I.Y.                                  | Nintendo DS                         |             |
| 2009 | WarioWare D.I.Y. Showcase                         | Wii                                 |             |
| 2009 | Dragon Quest Wars                                 | Nintendo DS                         |             |
| 2009 | Eco Shooter: Plant 530                            | Wii                                 |             |
| 2009 | Nintendo DSi Instrument Tuner                     | Nintendo DSi                        |             |
| 2009 | Nintendo DSi Metronome                            | Nintendo DSi                        |             |
| 2009 | Dictionary 6 in 1 with Camera Function            | Nintendo DSi                        |             |
| 2009 | Link 'n' Launch                                   | Nintendo DSi                        |             |
| 2009 | Spotto!                                           | Nintendo DSi                        |             |
| 2010 | Fire Emblem: New Mystery of the Emblem            | Nintendo DS                         |             |
| 2010 | Face Training                                     | Nintendo DS                         |             |
| 2011 | Pushmo                                            | Nintendo 3DS                        |             |
| 2012 | Fire Emblem Awakening                             | Nintendo 3DS                        |             |
| 2012 | Crashmo                                           | Nintendo 3DS                        |             |
| 2012 | Paper Mario: Sticker Star                         | Nintendo 3DS                        |             |
| 2013 | Game & Wario                                      | Wii U                               |             |
| 2013 | Daigasso! Band Brothers P                         | Nintendo 3DS                        |             |
| 2014 | Pushmo World                                      | Wii U                               | [ 8 ]       |
| 2015 | Code Name: S.T.E.A.M.                             | Nintendo 3DS                        |             |
| 2015 | Stretchmo                                         | Nintendo 3DS                        |             |
| 2015 | Fire Emblem Fates                                 | Nintendo 3DS                        | [ 9 ]       |
| 2016 | Paper Mario: Color Splash                         | Wii U                               |             |
| 2017 | Fire Emblem Heroes                                | iOS, Android                        |             |
| 2017 | Fire Emblem Echoes: Shadows of Valentia           | Nintendo 3DS                        |             |
| 2018 | WarioWare Gold                                    | Nintendo 3DS                        |             |
| 2019 | Fire Emblem: Three Houses                         | Nintendo Switch                     |             |
| 2020 | Paper Mario: The Origami King                     | Nintendo Switch                     |             |

Ghi chú
1. ↑  tiếng Nhật: 株式会社インテリジェントシステムズ, Hepburn: Kabushiki gaisha Interijento Shisutemuzu
2. 1 2 3 4 5 6 7 8 9 10  Đồng phát triển bởi Nintendo R&D1.
3. ↑  Đồng phát triển bởi Nintendo R&D1.
4. ↑  Chịu trách nhiệm chuyển trò chơi gốc sang Game Boy.
5. ↑  Đồng phát triển với Nintendo R&D1.
6. 1 2  Phát hành với tên Game Boy Wars Advance 1+2 ở Nhật Bản vào năm 2004.
7. ↑  Đồng phát triển bởi Saru Brunei.
8. 1 2 3 4 5 6 7 8  Đồng phát triển bởi Nintendo SPD Group No. 1.
9. ↑  Đồng phát triển bởi Nintendo SDD.
10. ↑  Đồng phát triển với Nintendo EPD.
11. ↑  Đồng phát triển với Koei Tecmo.

### Đã hủy
| Tựa                       | Hệ máy        | Tham khảo |
| ------------------------- | ------------- | --------- |
| Dragon Hopper             | Virtual Boy   | [ 10 ]    |
| Fire Emblem 64            | Nintendo 64DD | [ 11 ]    |
| Untitled Fire Emblem game | Wii           | [ 12 ]    |
| Crashmo World             | Wii U         | [ 13 ]    |